# Hathur, Honnali
Hathur là một làng thuộc tehsil Honnali, huyện Davanagere, bang Karnataka, Ấn Độ.